# Harriet Boyd-Hawes
Harriet Boyd-Hawes (Boston, 11 octobre 1871 - Washington DC, 31 mars 1945) est une archéologue américaine, célèbre pour les fouilles qu'elle a dirigées à Gournia de 1901 à 1904 avec Blanche Wheeler Williams et Edith Hall Dohan (de).

## Biographie
Elle étudie à la Prospect Hill School (en) de Greenfield (Massachusetts) puis est diplômée en 1892 du Smith College de Northampton (Massachusetts) en Humanités.
Infirmière de la Croix-Rouge lors de la guerre gréco-turque de 1897 et pendant la guerre entre les États-Unis et l'Espagne (1898), elle devient enseignante au Smith College (1900-1905) puis assiste les Serbes à Corfou en 1915-1916. Maître de conférences en art prè-chrétien à Wellesley College (1920-1926), membre de l'Exploration Society de Philadelphie et de la mission de l'Université de Pennsylvanie, elle dirige avec Richard Berry Seager le chantier ouvert par l'American School of Classical Studies et est une des premières femmes à pratiquer l'archéologie de terrain.
Elle est inhumée au Cedar Hill Cemetery de Suitland.

## Travaux
- Excavations at Gournia, Crète, 1901-1903
- Memoirs of a Pionneer Excavator in Crete, in Archaeology no 18, 1905
- Gournia, Vasiliki and other Prehistoric Sites on the Isthmus of Hierapetra, Crete, 1908
- Crete, the Forerunner of Greece, avec C. H Hawes, 1909